# Гонитва (колективна поведінка)

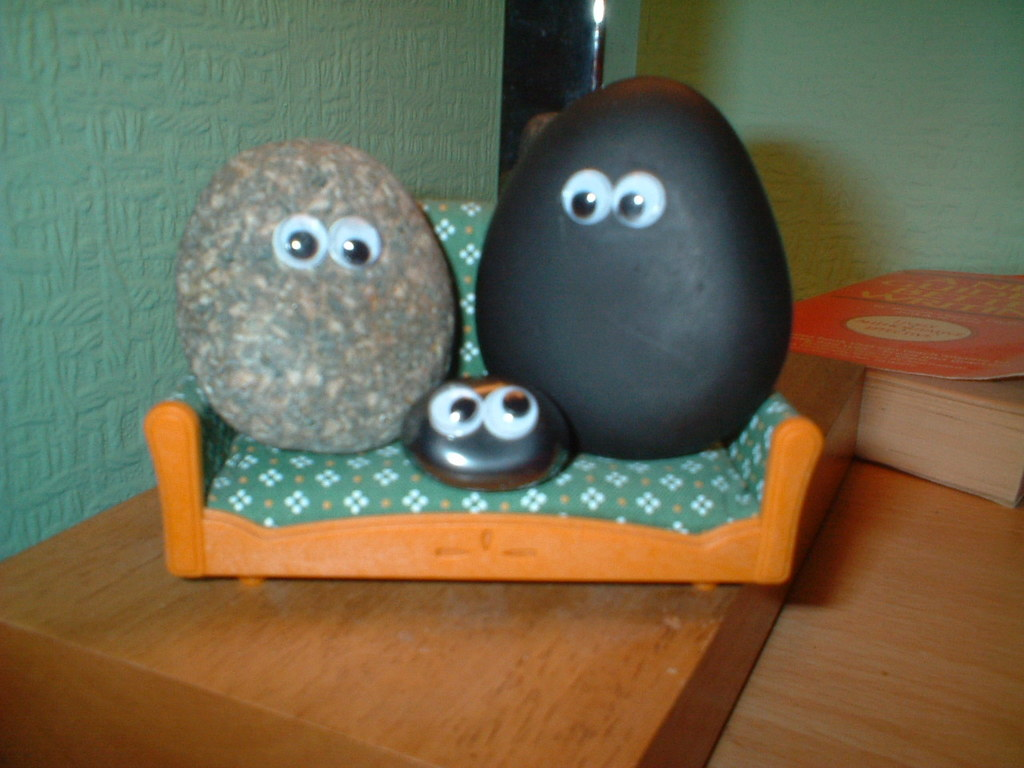
Камені як домашні улюбленці, короткотермінова гонитва в 1970-х роках.

Гонитва або тренд або лихоманка — це будь-яка форма колективної поведінки, що розвивається в рамках культури, покоління або соціальної групи, в якій група людей з ентузіазмом слідує якомусь імпульсу протягом короткого проміжку часу.
Явище є схожим на звичку чи звичай, проте не є таким тривалим. Гонитва часто виникає внаслідок діяльності чи поведінки, які в певній групі однолітків сприймаються як популярні чи захопливі, чи які вважаються «крутими» через часту появу в соціальних мережах:213. Вважають, що гонитва «зачепилась» тоді, коли кількість людей, що до неї приєднались, зростає настільки, що може вважатись вартою уваги. Лихоманки часто зводяться нанівець щойно пропадає відчуття новинки.

## Огляд
Суть поводження в конкретній гонитві може бути будь-якою та може полягати в незвичному використанні мови, виразному вбранні, масових дієтах та шахрайстві типу фінансових пірамід. Окрім загального відчуття новинки, гонитви можуть бути спровоковані масовим маркетингом, емоційним шантажуванням, тиском з боку однолітків, чи бажанням бути «струйовим». Серед інших джерел гонитви можуть бути відомі зірки.
Попри те, що термін тренд або тенденція є взаємозамінним словом, гонитвою загалом вважають швидку та короткотривалу поведінку, тоді як тренд розвивається у відносно постійну зміну.
В економіці термін вживають подібним чином. Гонитви (англ. fads) є серединними відхиленнями від внутрішньої вартості, спричинені соціальними чи психологічними силами на кшталт тих, що творять «моду» в політичній філософії та консюмеризації.